# Szajnogi
Szajnogi lub Szajnohy (ukr. Шайноги) – wieś na Ukrainie w rejonie radziechowskim obwodu lwowskiego.

## Historia
Pod koniec XIX w. część wsi Chołojów i leśniczówka w powiecie kamioneckim.